# Digimon Adventure 02
Digimon Adventure 02 (jap. デジモンアドベンチャー02 Dejimon Adobenchā Zero Tsū) – często pisane jako 'Digimon Zero Two; sequel Digimon Adventure. Akcja dzieje się trzy lata po wydarzeniach z pierwszej serii. Większość bohaterów jest teraz w liceach, a Cyfrowy Świat żył w pokoju. Pewnego dnia przybyło jednak nowe zło w formie DigiCesarza. Nowy wróg jest kompletnie inny – jest człowiekiem jak DigiWybrańcy. Cesarz stworzył czarne pierścienie i kontrolne obręcze, tworząc problemy. Normalna Digimorfoza została zablokowana. Trójka nowych dzieci zostaje wybrana, by uratować Digświat. T.K. i Kari wraz z nowymi bohaterami tworzą nową grupę DigiWybrańców.
W Japonii Digimon Adventure 02 zadebiutowały 2 kwietnia 2000 roku na stacji Fuji TV, w tydzień po zakończeniu premierowej emisji Digimon Adventure. Emisja premierowa trwała do 25 marca 2001 roku.
Tak jak było w przypadku poprzedniej części Digimonów tak i ta doczekała się ocenzurowania w wersji anglojęzycznej. Wycięto bądź okrojono drastycznie i brutalne sceny. Zmieniono również treść niektórych dialogów. W USA Digimon Adventure 02 zadebiutowały 19 sierpnia 2000 roku na kanale ABC Family (wtedy Fox Family) i emisja trwała do 5 maja 2001 roku.
Digimon Adventure 02 na razie nie doczekały się emisji w telewizji na terenie Polski (oprócz filmu Digimon Hurricane Touchdown).

## Bohaterowie

### Bohaterowie główni
- Davis Motomiya/Motomiya Daisuke - Nowy przywódca DigiWybrańcy. Przejął amulet Odwagi i Przyjaźni. Jego partnerem jest Veemon.
- Yolei Inoue/Inoue Miyako - Nowa DigiWybranka. Przejęła Amulet Szczerości i amulet Miłości. Jej partnerem jest Hawkmon.
- Cody Hida/Hida Iori -  Jest najmłodszy z grupy w drugim sezonie. Przejął amulety Niezawodności i Wiedzy. Jego partnerem jest Armadillomon.
- T. K. Takaishi/Takaishi Takeru - Jedno z ośmiu DigiWybrańców z Digimon Adventure, jest młodszym bratem Matta. Zachował swój Amulet Nadziei. Jego partnerem jest Patamon.
- Kari Kamiya/Yagami Hikari - Jedno z ośmiu DigiWybrańców z Digimon Adventure, jest młodszą siostrą Tai'a. Nadal posiada Amulet Światła. Jej partnerką jest Gatomon.
- Ken Ichijouji -  Najpierw został zainfekowany przez Ziarno Ciemności i sprowadzony na stronę zła, stając się DigiCesarzem. Próbował zapanować nad Digiświatem, ponieważ myślał, że jest to gra wideo. Później dołączył do grupy jako szósty DigiWybraniec. Jego partnerem jest Wormmon.

### Starzy DigiWybrańcy
Jako że Digimon Adventure 02 jest kontynuacją Digimon Adventure, pojawiają się postacie z tej serii. Często służą dobrą radą nowym DigiWybrańcom.
- Tai Kamiya/Yagami Taichi - Partner Agumona. Tai był liderem poprzedniej grupy DigiWybrańców, jest starszym bratem Kari.  Davis przejął jego amulet.
- Izzy Izumi/Izumi Kōshirō - Partner Tentomona. Jego amulet trafił do Cody'ego.
- Sora Takenouchi/Takenouchi Sora - Partnerka Biyomon. Amulet Sory dostała Yolei.
- Matt Ishida/Ishida Yamato - Partner Gabumona. Jego amulet przejął Davis.
- Joe Kido - Partner Gomamona. Jego amulet otrzymał Cody.
- Mimi Tachikawa - Partnerka Palmon. Obecnie mieszka w Nowym Jorku. Jej amulet dostała Yolei.

### Wrogowie
- Cesarz Digimonów (1-21): Był nim Ken, który został opanowany przez moc ziarna ciemności Milleniumona. Gdy zrozumiał, że Digimony są prawdziwymi istotami z krwi i kości, jego żal sprawił, że wyzwolił się pod władzy ciemności.
- Dragomon (13) – władca mrocznego oceanu, nie odegrał zbytnio wielkiej roli, jednak miał obsesję na punkcie Kari.
- Kimeramon (19-21) – Digimon stworzony przez Cesarza Digimonów. Składał się z : Greymona, MetalGreymona, SkullGreymona, Kabuterimona, Devimona, Angemona, Kuwagamona, Aidramona, Garurumona i Monochromona. Zniszczony przez Magnamona wzmocnionego siłami witalnymi Wormmona
- Devimon (19-21) – Jego tors znajdował się w wirze ciemność, użyty został przez DigiCesarza by skończyć Kimeramona. Esencja Devimona spowodowała, że Kimeramon wymknął się pod kontroli Kena. Po pokonaniu Kimeramona, prawdopodobnie został zniszczony na zawsze.
- Arukenimon (24-48) – Podwładna Oikawy. Zginęła z rąk MaloMyotismona.
- Mummymon (29-48) – Podwładny Oikawy. Zginął z rąk MaloMyotismona
- Wendigomon (film pierwszy) –  Zarażony wirusem, partner Willisa. Digimorfował w Antylamon i następnie w Cherubimona. Został pokonany przez Magnamona i Rapidmona (złotego).
- BlackWarGreymon (30-37, 46-47) – Digimon stworzony przez Arukenimon ze stu wież mroku, posiadał duszę. Chciał zniszczyć wszystkie święte kamienie. Śmiertelnie zraniony przez Oikawę (a raczej ciemność, która w nim tkwiła) zapieczętował bramę do Digiświata.
- Daemon (43-45) – Władca demonów, który wysłał swoje sługi – MarineDevimona, SkullSatamona i Lady Devimon do realnego świata, aby narobiły zamętu, żeby łatwiej mógł złapać Kena i go uczynić swoim podwładnym (zainteresowany był ziarnem ciemności wszczepionym mu przez Milleniumona). Gdy Digiwybrańcy i ich Digimony pokonali jego sługi, walczyli z nim, jednak był za silny do zniszczenia, więc go odesłano do Świata Ciemności.
  - Drużyna Daemona (43-44): Wysłannicy Daemona
    - SkullSatamon (43): Został pokonany przez Imperialdramona Fighter Mode
    - Lady Devimon (43-44): Została pokonana przez Silphymon
    - MarineDevimon (43-44): Został pokonany przez Shakkoumona
- Yukio Oikawa (38-50) – Osoba opanowana przez złą energię pozostałą po pokonanym VenomMyotismonie w Digimon Adventure. Później moc ta sprawiła, że Myotismon tkwiący w nim przekształcił się w MaloMyotismona.
- MaloMyotismon – Ostateczny a zarazem najsilniejszy przeciwnik naszych bohaterów, najsilniejsza forma Myotismona, dawnego wroga w Digimon Adventure. Zabity przez Imperialdramona Fighter Mode wzmocnionego przez Digimony innych Digiwybrańców.
- Pukumon (pierwsza cd drama) – został pokonany dzięki Saggitarimonowi, Rinkmon, Pteramonowi, Manbomonowi, Butterflymon i Pucchiemonowi
- Armageddemon (drugi film) – Nowa, potężniejsza forma Diaboromona. Digimorfował z milionów Kuramon
ów. Był zdolny pokonać Omnimona i Imperialdramona Fighter Mode, ostatecznie został pokonany przez Imperialdramona Paladin Mode

### Rodzina DigiWybrańców
- Jun Motomiya: Starsza siostra Davisa. Często się kłóci z bratem. Przez większość serii goniła za Mattem i próbowała się z nim umówić. Gdy tylko dowiedziała się, że Matt kocha Sorę, od razu zakochała się w Jimie.
- Momoe, Chiziru i Mantarou: Rodzeństwo Yolei, dwie siostry i jeden brat. Ponieważ była ich czwórka w domu, walczyli o uwagę rodziców.
- Hiroki Hida: Zmarły ojciec Cody'ego. Jako dziecko był najlepszym przyjacielem Yukio Oikawy, oboje wierzyli w istnienie Digiświata i obiecali sobie, że kiedyś go odwiedzą. Był oficerem policji i został zabity przez postrzelenie, wykonując zadanie dla rządu. Zginął, gdy Cody miał 4 latka.
- Chikara Hida: Dziadek Cody'ego. Po śmierci swojego syna nie pomógł Oikawie się pozbierać. W obecnych czasach jest mistrzem Cody'ego w kendo i jego przybranym ojcem.
- Kotomi Hida: Matka Cody'ego, była bardzo zmartwiona ciągłymi zniknięciami jej syna.
- Sam Ichijouji: Zmarły, starszy brat Kena. Gdy Ken był mały, Sam miał największą uwagę rodziców. Pewnego dnia, Ken zażyczył sobie, by Sam odszedł. Tego samego dnia został potrącony przez samochód i zmarł.
  - Haruhiko Takenouchi: Ojciec Sory. Jest wykładowcą w Kioto.
- Jim Kido (Shin i Shuu): Brat Joe, student uniwersytetu w Kioto. Spotkał Yolei, gdy ta odwiedzała Kioto ze swoją klasą.

## Digiświat
W tej serii widz dowiaduje się, że Digiświat istnieje na jednym z trzech planów istnień – obok świata mroku i świata marzeń z którego częściowo jest zbudowany. Odkrywamy, że jest strzeżony przez cztery mega Digimony, tak jak w Kioto. Ponadto, istnieją święte kamienie, które mają utrzymywać harmonię w Digiświecie.
W epilogu Digimon Adventure, widz dowiaduje się o przyszłych losach bohaterów:
- T.K.: T.K. został pisarzem i opisał ich przygodę w Digiświecie. Ma syna, który ma Tokomona
- Tai: Tai wraz z Agumonem zostali ambasadorami między Digiświatem a Realnym. Ma syna, którego partnerem jest Koromon. Odkryto też, że Tai ściął włosy.
- Matt i Sora: Matt porzucił swoją karierę rockową i został astronautą. On i Gabumon jako pierwsi dotarli na Mars. Sora i Biyomon zostały projektankami mody. Mają córkę, której partnerką jest Yokomon i syna, którego partnerem jest Tsunomon.
- Joe: Joe został pierwszym w historii lekarzem Digiświata. Ma syna, którego partnerem jest Bukamon.
- Mimi: Mimi i Palmon otworzyły swoją restaurację. Ma syna, którego partnerem jest Tanemon.
- Izzy: Izzy wraz z Tentomonem badają Digiświat. Ma córkę, posiadającą Motimona.
- Kari: Kari spełniła swoje marzenie i została przedszkolanką. Ma syna, który ma Salamon.
- Yolei i Ken: Yolei i Ken pobrali się i mają trójkę dzieci. Yolei została gospodynią domową, natomiast Ken detektywem. Ich dzieci posiadają Poromon, Minomon.
- Cody: Cody został prawnikiem. Ma córkę, która ma Upamona.
- Davis: Otworzył własną sieć makaronów. Ma syna, który nosi gogle Taia, czyniąc go nowym przywódcą. Ma DemiVeemona.

## Anime
Digimon Adventure 02 ma 50 odcinków, emitowanych na Fuji TV w Japonii od 2 kwietnia 2000 do 25 marca 2001.

### Piosenki
Opening: Target ~Akai Shōgeki~
Wykonawca: Kōji Wada
Słowa: Yū Matsuki
Kompozytor: Michihiko Ōta
Piosenka końcowa #1: Ashita wa Atashi no Kaze ga Fuku
Artysta: AiM
Słowa:: Noriko Miura
Kompozytor: MIZUKI
Piosenka końcowa #2: Itsumo Itsudemo
Wykonawca: AiM
Słowa: Yū Matsuki
Kompozytor: Akira Shirakawa
Piosenka w tle #1: Break up!
Wykonawca: Ayumi Miyazaki
Słowa: Hiroshi Yamada
Kompozytor: Michihiko Ōta
Piosenka w tle #2: Boku wa Boku Datte
Wykonawca: Kōji Wada
Słowa: Yū Matsuki
Kompozytor: Hidenori Chiwata
Insert Song #3: Braveheart
Wykonawca: Ayumi Miyazaki
Słowa: Sachiko Ōmori
Kompozytor: Michihiko Ōta
Insert Song #4: Beat Hit!
Wykonawca: Ayumi Miyazaki
Słowa: Hiroshi Yamada
Kompozytor: Michihiko Ōta
Insert Song #5: Now is the time!!
Wykonawca: AiM
Słowa: 1171
Kompozytor: Cher Watanabe
Insert Song #6: Butter-Fly
Wykonawca: Kōji Wada
Słowa: Ikō Chiwata
Kompozytor: Ikō Chiwata

## Autorzy

### Japońska grupa
- Asako Dodo: Mrs. Ichijouji
- Masafumi Kimura: Mr. Ichijouji
- Romi Paku: Osamu Ichijouji, Sonya
- Hiroki Takahashi: Mr. Motomiya
- Megumi Urawa: Mrs. Motomiya, Noriko Kawada, Catherine
- Kazuchi Murai: Jun Motomiya
- Kôichi Tôchika: Mr. Inoue
- Kujira Ema: Mrs. Inoue
- Naozumi Takahashi: Mantarou Inoue, Yuri
- Rio Natsuki: Momoe Inoue, Chizuru Momoe
- Masami Kikuchi: Shuu Kido
- Takahiro Sakurai: Mr. Fujiyama
- Konami Yoshida: Michael
- Reiko Kiuchi: Anna, brat Hoi (Młodszy)
- Yūto Kazama: brat Hoi (Starszy)
- Kae Araki: Lou, Sam
- Toshiyuki Morikawa: Yukio Oikawa, Haruhiko Takenouchi, Mummymon, Vamdemon, BelialVamdemon
- Nami Miyahara: Willis (Movie 3)
- Mamiko Noto: Kokomon (Movie 3)
- Rumi Shishido: Lopmon (Film 3)
- Aoi Tada: Terriermon (Film 3)
- Tomomichi Nishimura: Wendigomon (Film 3)

### Twórcy
- Reżyser: Hiroyuki Kakudou
- Oryginalna koncepcja: Akiyoshi Hongo
- Kompozytorzy serii: Jun Maekawa, Motoki Yoshimura